# Pavel Deobald
Bản mẫu:Eastern Slavic name
Pavel Aleksandrovich Deobald (tiếng Nga: Павел Александрович Деобальд; sinh ngày 25 tháng 6 năm 1990) là một cầu thủ bóng đá người Nga. Anh thi đấu cho F.K. Tom Tomsk.

## Quốc tế
Anh đại diện Nga tại Đại hội Thể thao Maccabiah 2009.